# 阿馬什卡區
阿馬什卡區（西班牙語：Distrito de Amashca），是秘魯的一個區，位於該國北部安卡什大區的卡爾瓦斯省，始建於1941年12月14日，面積11.99平方公里，海拔高度2,850米，2005年人口1,745，人口密度為每平方公里150人。